# Parti chrétien-démocrate
Parti chrétien-démocrate (franska för Kristdemokratiska partiet) eller PCD är ett franskt politiskt parti på högerkanten.
Partiet bildades i februari 2001 av Christine Boutin som Forum des républicains sociaux och hade mandatperioden 2007–2012 fyra representanter i Assemblée nationale. Tre av dem blev inte omvalda 2012 och den fjärde åkte ut 2017. Partiet har aldrig varit representerat i senaten. På lokalpolitisk nivå är Xavier Lemoine borgmästare i Montfermeil (Seine-Saint-Denis).
Boutin avgick 2013 och efterträddes i november samma år av Jean-Frédéric Poisson.